# Berufliche Schulen Gelnhausen
Die Beruflichen Schulen Gelnhausen gehören zu den größten Schulen in Hessen. Unter ihrem Dach werden 8 Schulformen und 32 Ausbildungsberufe vereint.

## Historische Entwicklung
Am 17. Juni 1892 fand die Eröffnung der städtischen gewerblichen Fortbildungsschule statt. Diese Umwandlung beruhte auf dem Erlass des Ministeriums für Handel und Gewerbe vom 3. März 1890, in dem es u. a. heißt:

„Es ist kein Grund vorhanden, die Handwerksschulen in der hiesigen Weise fortbestehen zu lassen. Sie sind vielmehr in städtische gewerbliche Fortbildungsschulen und die königlichen Vorsteherämter in Kuratorien umzuwandeln. Die Verwaltung der Schulen wird sich vereinfachen, ohne dass die Städte größere Aufwendungen zu machen brauchen, da nach wie vor Staatszuschüsse bis zu zwei dritteln der Unterhaltungskosten einschließlich der Kosten der Beleuchtung und Reinigung der Schulräume gewährt werden sollen, während die Gemeinden nur die Schulräume hergeben, unterhalten und heizen, sowie die Hälfte des Staatszuschusses in barem Gelde beitragen sollen, vorausgesetzt, dass dadurch ihre Leistungen nicht herabgesetzt werden.“

Herrn Rektor Burmeister wurde die Leitung der neuen Fortbildungsschule übertragen. Der Unterricht wurde in 4 Klassen für Wissensfächer und einer Zeichenklasse für Bauzeichnen abgehalten. Die Gesamtzahl der Schüler betrug 144. Sechs Lehrer unterrichteten, wobei nur für Zeichenunterricht 3 Mark Schulgeld zu bezahlen waren.
Ab April 1902 stand die Schule unter der Leitung von Herrn Eckhardt, ab 1905 folgte Herr Schipke, dann Herr Kaufmann ab 1908. 1917 übernahm der Leiter der Städtischen Augustaschule, Herr Voss, die Schulleitung. 1923 trat das Gesetz über die Berufsschulpflicht in Kraft. In Preußen wurde daraufhin die Bezeichnung „Berufsschule“ eingeführt.
1936 fand die Gründung der Kreisberufsschule statt. Die in Gelnhausen, Bad Orb, Wächtersbach, Birstein und Somborn bestehenden örtlichen Berufsschulen wurden aufgelöst. Der Unterricht fand in den Räumen der Volksschule am Obermarkt statt. Eingeschult wurden 658 Jugendliche in 26 Klassen. Die hauptamtlichen Lehrkräfte Wilhelm Schumann (Schulleiter), Eugen Lotter (Schulleiter ab 1938) und Georg Wagner wurden durch Heranziehen von Volksschullehrern für Staatsbürgerkunde, Deutsch und Rechnen sowie von Meistern für einzelne Gebiete der beruflichen Fachkunde behoben. Ein Jahr später findet die Erweiterung des Lehrkörpers durch Fritz Scherf (Holz- und Baugewerbe), August Devnet (Kunstgewerbe), Wilhelm Möller (Friseur- und Bekleidungsgewerbe) statt. Es folgt die Einrichtung von Fachklassen für Banklehrlinge für die Kreise Büdingen, Schlüchtern und Gelnhausen. Mit Beginn des Krieges musste der Unterricht stark eingeschränkt werden.
Mit Kriegsende kam der Unterricht völlig zum Erliegen. Die Kreisberufsschule wurde bis auf weiteres geschlossen. Die Wiederaufnahme des Schulbetriebs fand im Januar 1946 statt: es fehlten Lehrer und Mobiliar. Leiter war Direktor-Stellvertreter Herber. 1947 war die Eröffnung der hauswirtschaftlichen Abteilung zur Ableistung der Schulpflicht für alle weiblichen Jugendlichen ohne Lehrverhältnis. Außenstellen wurden in Bad Orb, Wächtersbach und Somborn errichtet. Es folgte die Gründung der öffentlichen Handelsschule und Angliederung dieser als Berufsfachschule und die Übertragung der Schulleitung an Herrn Georg Wagner.
Die Landwirtschaftliche Berufsschule wurde 1949 der Kreisberufsschule angeschlossen. Außenstellen wurden in zahlreichen Dörfern für die zunächst 165 Schüler eingerichtet. Fräulein König zog auf einem Traktor mit transportabler Küche von Dorf zu Dorf, um Blockunterricht zu erteilen. Im Oktober 1950 fand die Grundsteinlegung für den 1. Bauabschnitt am Seegraben statt. Für die vorhandenen 63 Klassen reichten die Schulräume nicht aus, so dass Schichtbetrieb eingeführt wurde. Die rege Bautätigkeit wurde im Oktober 1953 mit dem Bau der hauswirtschaftlichen Abteilung und der Werkstätten für Metall-, Holz-, Maler- und Bauberufe fortgesetzt.
1962 wurde der Schule eine einjährigen Haushaltungsschule angegliedert, die für das Kreiskrankenhaus den vorgebildeten Schwesternnachwuchs lieferte und 1964 richtete man die zweijährige Berufsfachschule für Ernährung und Hauswirtschaft unter Angliederung einer gewerblichen Berufsfachschule ein. Unter dem Schulleiter Hans Schellhaase, der ab 1965 die Geschicke des Hauses leitete, wurde die Fachoberschule "Wirtschaft und Verwaltung" eingeführt und das Gebäude der ehemaligen Realschule als Bau B integriert. 1975 wurde das "Hohe C" fertiggestellt, ein Jahr später die Fachschule für Sozialpädagogik eingeführt.
Unter Schulleiter Gerhard Benzing (1981 bis 2005) fand die Erweiterung des V-Baus und der Umbau der Gebäude A, B und C statt. Die Fachschule für Kunststoff- und Kautschuk-Technik wurde 1989 eröffnet und das Berufliche Gymnasium um die Schwerpunkte Datentechnik (heutiger Name: Praktische Informatik) und Ernährung erweitert sowie die höhere Berufsfachschule für Sozialassistenz eröffnet.
Mit Gustav Honzen (2006 bis 2009) schrieb die Schule erstmals Rekord-Schülerzahlen: 2008 wurden 3726 Schüler unterrichtet. Der Nachfolger ab 2011 war Günter Rau. Unter seiner Führung wurde der Kälte-Klima- und Naturwissenschaftliche Trakt (Bau D) eröffnet und der Verwaltungstrakt umgestaltet. Von 2015 bis 2021 war Hartmut Bieber "Kapitän" der Beruflichen Schulen Gelnhausen. Durch seine Initiative wurde Gebäude F geplant und im Jahr 2021 fertiggestellt. Mit dem Bezug dieses neuen Gebäudes konnte fortan auf die Nutzung von Außenstellen an anderen Schulen verzichtet werden. Seit 2021 leitet Rainer Flach die Schule.

## Schulformen
Die Beruflichen Schulen Gelnhausen vereinen unter ihrem Dach 
1. die Fachschule für Kunststoff-Kautschuk-Technik
2. die Fachschule für Sozialwesen
3. ein Berufliches Gymnasium
4. eine Fachoberschule
5. eine Höhere Berufsfachschule für Sozialassistenz
6. die Berufsfachschule zum Übergang in Ausbildung (BÜA)
7. die Werkstatt für behinderte Menschen (WfbM)
8. die Teilzeitberufsschule für etwa 30 Ausbildungsberufe[9]